# Паліївка (Луганський район)
Палії́вка — село в Україні, у Лутугинській міській громаді Луганського району Луганської області.
Населення становить 217 осіб.

## Історія
Село Паліївка засноване у XVII столітті, належало до Донської губернії Ребриківської волості. Першими мешканцями села були укр козаки, потім — кріпосні селяни.
1930 року засновано колгосп імені Сталіна, а 1964 року його разом із сусідніми колгоспами об'єднали в один — імені Пархоменка, який проіснував до 1993 року.
12 червня 2020 року, відповідно до Розпорядження Кабінету Міністрів України № 717-р «Про визначення адміністративних центрів та затвердження територій територіальних громад Луганської області», увійшло до складу Лутугинської міської територіальної громади.
19 липня 2020 року, в результаті адміністративно-територіальної реформи та ліквідації  Лутугинського району, увійшло до складу новоутвореного Луганського району.